# SINVINO

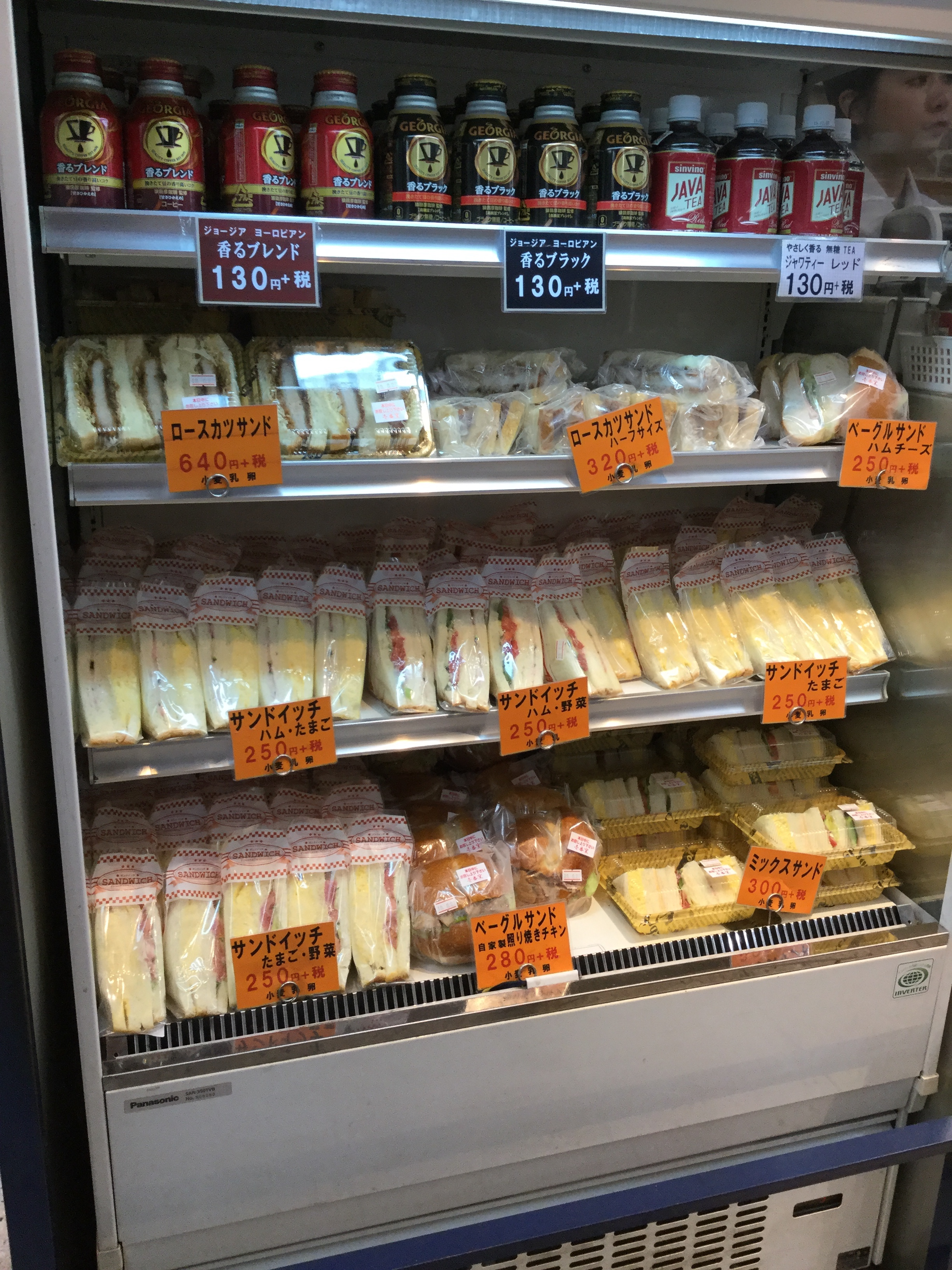
SINVINO RED

SINVINO是西班牙語，代表「無酒精」的意思（西班牙語SIN解作無；VINO解作酒），是香港大塚製藥有限公司（著名寶礦力水特之生產商）推出的飲品，是充滿歐陸香檳式氣泡但又無酒精的飲品。由世界知名的美國Crystal Geyser Water Company製造，

## 口味
分別有兩種：
- 香檳金色SINVINO GOLD－含蘋果精華
- 玫瑰紅色SINVINO RED則含白葡萄配黑加倫子精華。

## 目標顧客
香檳式氣泡配方，針對高級餐飲、娛樂、重要宴會及婚宴等場合，提供香檳類酒精飲品以外的一個選擇。